# Taoyan, Zhejiang
Taoyan är en köpinghuvudort i Kina. Den ligger i provinsen Zhejiang, i den östra delen av landet, omkring 60 kilometer sydost om provinshuvudstaden Hangzhou. Antalet invånare är 21 685. Befolkningen består av 11 008 kvinnor och 10 677 män. Barn under 15 år utgör 13,0 %, vuxna 15-64 år 74 %, och äldre över 65 år 12,0 %.
Runt Taoyan är det tätbefolkat, med 790 invånare per kvadratkilometer. Närmaste större samhälle är Shangyu, 13,8 km öster om Taoyan. Trakten runt Taoyan består till största delen av jordbruksmark.
Genomsnittlig årsnederbörd är 2 022 millimeter. Den regnigaste månaden är juni, med i genomsnitt 356 mm nederbörd, och den torraste är januari, med 72 mm nederbörd.